# Neweiland (Falklandeilanden)

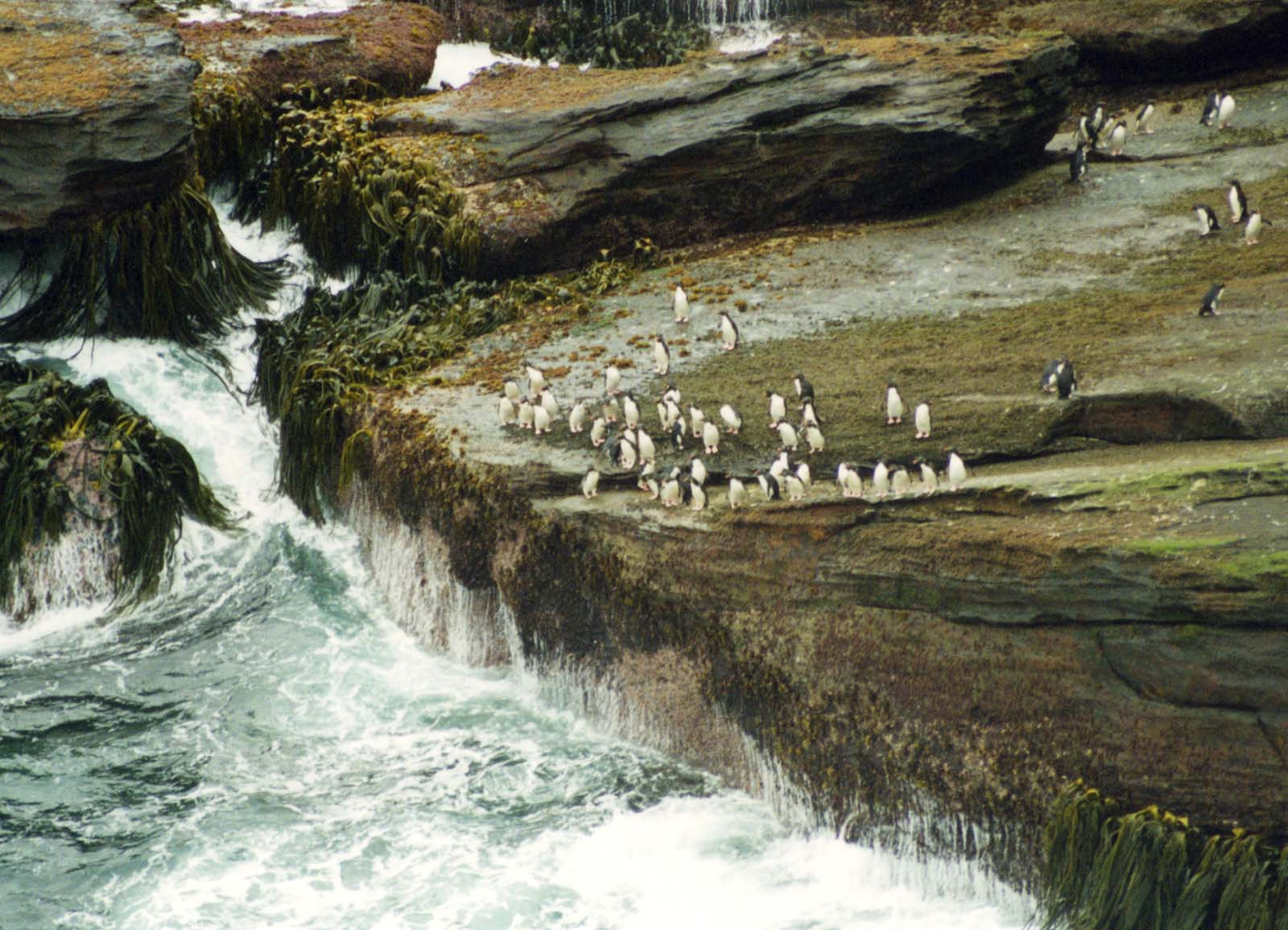
Eudyptes chrysocome op het eiland

Neweiland (En.: New Island) is een van de Falklandeilanden. Het ligt ten noorden van Beavereiland.
Het werd lang gebruikt als basis voor de walvisjacht, als schapenboerderij en ook weleens voor verzamelen van guano. Nu is het een natuurreservaat.
Op Neweiland ligt in het midden van oostkust een nederzetting, iets ten noorden van een klein vliegveld.
Ook op dit eilandje leven pinguïns, zeehonden en albatrossen.